# 過海隧道巴士694線
過海隧道巴士694線是香港的一條過海巴士路線，來往調景嶺站及小西灣邨，由城巴獨營，是新巴於1998年9月1日開始營運港島區巴士路線後，第一條全新開辦的過海路線，新巴曾經標榜此線為特快路線，途經北角至西灣河的一段東區走廊。
本線是新巴首條服務新界區的獨營專營巴士路線，也是港島東區及東區海底隧道首條由新巴獨營的專營過海巴士路線（亦令新巴站牌首次出現於新界區及東隧收費廣場），亦是新界區首條以港島東區作總站和該區首條來往北角至小西灣一帶（2002年後改為不經北角至康山）的東隧全日專營過海巴士路線，以及將軍澳目前唯一一條以港島東區作總站的全日專營過海巴士路線，同時亦是將軍澳目前僅有的兩條全日專營過海巴士路線之一（另一條為690線），更加是東隧至今編號最大的全日專營過海巴士路線。

## 歷史
- 1998年11月9日：本線投入服務，由尚德邨單向往柴灣（東），途經鰂魚涌、太古城、西灣河、柴灣及小西灣，只在平日上午繁忙時間服務（平日開07:20、07:40、08:00），假日停開[3]。
- 1999年1月11日：提升至每天全日雙向服務[4]。
- 2000年1月30日：往柴灣方向改經柴灣道新路段及常安街；往將軍澳方向，改經豐業街和安業街，不經新業街[5][6]。
- 2000年4月2日：改經寶順路來往寶琳北路。
- 2002年8月25日：配合港鐵將軍澳線通車的巴士路線改動，本線改經西灣河（太安街／太康街）往返東區走廊，不經康山至北角的一段英皇道，同時調整班次及降低全程收費至$12.8，以加強與港鐵的競爭。
- 2002年11月24日：增設由筲箕灣道往將軍澳的分段收費$9.8。
- 2004年7月25日：本線改為來往調景嶺站及小西灣邨，並加設與84M（2010年8月23日起改為由82M提供）之轉乘優惠[7]。
- 2008年6月8日：本線全程收費提升至$13.4；同時，分段收費亦調整票價。
- 2010年9月6日：本線加設與8X之轉乘優惠，以補償因84M改為82M及縮減服務後之影響。
- 2013年5月1日：本線加設與19之轉乘優惠。
- 2013年11月30日：配合692取消，作出多項改動：
  - 修改將軍澳南部份行車路線及改經坑口（厚德邨、東港城一帶）[8][9]：
    - 往小西灣邨方向改經景嶺路、唐明街、唐俊街、寶邑路、昭信路、銀澳路、培成路、常寧路、寶寧路及寶琳北路，取消彩明苑彩貴閣、將軍澳中心、將軍澳站、富康花園、唐明街及將軍澳游泳池各站，並改停健明邨、尚德商場、佛教志蓮小學、南豐廣場及厚德邨站；
    - 往調景嶺站方向於途經寶琳北路景林邨後改經寶寧路、常寧路、重華路、培成路、銀澳路、昭信路、寶邑路、唐俊街、唐明街、寶順路、翠嶺路及景嶺路，取消頌明苑、尚德商場、將軍澳站及將軍澳中心各站，並改停厚德邨、厚德商場及唐明街站。

  - 增設與2、2X及720線之八達通轉乘優惠。[10]
- 2018年1月15日：增設實時抵站時間查詢服務。[11]
- 2020年10月2日：往將軍澳方向加停將軍澳隧道巴士轉乘站，並增設八達通轉乘優惠。[12]
- 2021年5月1日：往小西灣方向加停將軍澳隧道巴士轉乘站，並增設八達通轉乘優惠。[13]
- 2023年7月1日：因應新巴城巴合併，本線改由城巴經營。

## 服務時間及班次
| 調景嶺站開       | 調景嶺站開  | 調景嶺站開   | 小西灣邨開       | 小西灣邨開  | 小西灣邨開   |
| 日期             | 服務時間    | 班次（分鐘） | 日期             | 服務時間    | 班次（分鐘） |
| ---------------- | ----------- | ------------ | ---------------- | ----------- | ------------ |
| 星期一至五       | 06:00-06:40 | 20           | 星期一至五       | 06:10-06:50 | 20           |
| 星期一至五       | 06:40-07:55 | 15           | 星期一至五       | 06:50-08:30 | 25           |
| 星期一至五       | 07:55-08:55 | 20           | 星期一至五       | 08:30-09:30 | 20           |
| 星期一至五       | 08:55-10:10 | 25           | 星期一至五       | 09:45       | 09:45        |
| 星期一至五       | 10:10-17:30 | 20           | 星期一至五       | 10:00-20:00 | 20           |
| 星期一至五       | 17:50       | 17:50        | 星期一至五       | 20:00-20:50 | 25           |
| 星期一至五       | 18:15-19:55 | 20           | 星期一至五       | 20:50-23:50 | 30           |
| 星期一至五       | 19:55-21:15 | 25           |                  |             |              |
| 星期一至五       | 21:15-23:15 | 30           |                  |             |              |
| 星期一至五       | 23:50       |              |                  |             |              |
| 星期六           | 06:00-07:00 | 20           | 星期六           | 06:10-06:50 | 20           |
| 星期六           | 07:00-07:30 | 15           | 星期六           | 06:50-08:30 | 25           |
| 星期六           | 07:30-20:30 | 20           | 星期六           | 08:50       | 08:50        |
| 星期六           | 20:55       | 20:55        | 星期六           | 09:05-10:05 | 20           |
| 星期六           | 21:20-23:50 | 30           | 星期六           | 10:20       | 10:20        |
|                  |             |              | 星期六           | 10:40-21:00 | 20           |
| 21:00-21:50      | 25          |              | 星期六           |             |              |
| 21:50-23:50      | 30          |              | 星期六           |             |              |
| 星期日及公眾假期 | 06:00-08:40 | 20           | 星期日及公眾假期 | 06:10-07:00 | 25           |
| 星期日及公眾假期 | 08:55       | 08:55        | 星期日及公眾假期 | 07:00-20:20 | 20           |
| 星期日及公眾假期 | 09:10-19:50 | 20           | 星期日及公眾假期 | 20:20-23:50 | 30           |
| 星期日及公眾假期 | 19:50-23:50 | 30           |                  |             |              |

## 收費
全程：$17.8
- 將軍澳隧道轉車站往小西灣邨：$12.9
- 過東區海底隧道後往小西灣邨：$6.1
- 南安里往調景嶺站：$13.6
- 過東區海底隧道後往調景嶺站：$7.7

| - 本線設有12歲以下小童及65歲或以上長者半價優惠。 - 65歲或以上香港居民使用「樂悠咭」，以及12歲以下合資格殘疾兒童使用「殘疾人士身份」個人八達通繳付車資，均可享有每程$2.0或半價（以較低者為準）的票價優惠；12至64歲合資格殘疾人士使用「殘疾人士身份」個人八達通（包括「樂悠咭」），以及60至64歲香港居民使用「樂悠咭」繳付車資，均可享有每程$2.0或全費（以較低者為準）的票價優惠。 - 65歲或以上長者如使用長者或一般個人八達通繳付車資，則只可享有半價優惠；12至64歲合資格殘疾人士如不使用「殘疾人士身份」個人八達通，以及60至64歲人士如不使用「樂悠咭」繳付車資，必須繳付全費。 - 乘客可以現金或八達通於上車時付款，不設找續。 - 每位成人乘客可免費攜帶最多兩名4歲以下而不佔座位的兒童乘客乘車，超額之4歲以下小童必須繳付小童車費乘車。 - 九龍巴士、城巴及龍運巴士全職員工及家屬（不包括外判職員）可免費乘搭本路線，惟必須拍職員或職員家屬八達通。 - 乘客亦可使用AlipayHK「易乘碼」、支付寶、 WeChatHK／微信支付「搭車碼」、銀聯雲閃付「乘車碼」及BOC Pay「乘車碼」、具有感應式支付功能的VISA、Mastercard及銀聯卡，以及Apple Pay、Google Pay及Samsung Pay流動支付平台繳付車資。使用此支付方式的乘客可享有中途下車之分段收費，以及與其他城巴獨營路線或聯營線城巴班次之轉乘優惠，惟不適用於與非城巴路線之轉乘優惠。使用此支付方式的乘客亦不能享有「公共交通費用補貼計劃」及「長者及合資格殘疾人士公共交通票價優惠計劃」。 - 本線接受以AlipayHK「易乘碼」及銀聯雲閃付「乘車碼」繳付車資。使用此等付款方式將只可享有其他同樣接受此付款方式的路線的轉乘優惠，亦不能受惠於劃一$2票價優惠及公共交通費用補貼計劃。 |

## 八達通轉乘優惠
使用八達通卡乘搭此路線往港島方向之乘客，若於登車後150分鐘內在東區海底隧道巴士轉乘站以同一張八達通卡轉乘下列路線往港島，第二程成人票價可減收$5.0，小童／長者票價減收$2.5：
| 東隧轉乘優惠計劃路線列表 | 東隧轉乘優惠計劃路線列表 | 東隧轉乘優惠計劃路線列表 | 東隧轉乘優惠計劃路線列表 |
| 巴士公司                 | 轉乘路線                 | 出發地                   | 目的地                   |
| ------------------------ | ------------------------ | ------------------------ | ------------------------ |
| 城巴、九巴               | 302                      | 慈雲山（北）             | 上環                     |
| 城巴、九巴               | 302A                     | 慈雲山（北）             | 北角（健康村）           |
| 城巴、九巴               | 307                      | 大埔中心                 | 中環碼頭                 |
| 城巴、九巴               | 307A                     | 大埔頭                   | 上環                     |
| 城巴、九巴               | 307P                     | 大埔（汀太路）           | 天后站                   |
| 九巴                     | 373                      | 聯和墟                   | 中環（香港站）           |
| 城巴、九巴               | 601                      | 寶達                     | 金鐘（東）               |
| 城巴、九巴               | 601P                     | 寶達                     | 上環                     |
| 九巴                     | 603                      | 平田                     | 中環碼頭                 |
| 九巴                     | 603A                     | 平田                     | 中環                     |
| 九巴                     | 603S                     | 平田                     | 中環                     |
| 城巴、九巴               | 606                      | 彩雲（豐盛街）           | 小西灣（藍灣半島）       |
| 城巴、九巴               | 606A                     | 彩雲（豐盛街）           | 耀東邨                   |
| 城巴、九巴               | 606X                     | 九龍灣                   | 小西灣（藍灣半島）       |
| 城巴                     | 608                      | 九龍城（盛德街）         | 筲箕灣                   |
| 九巴                     | 613                      | 安泰（西）               | 筲箕灣                   |
| 九巴                     | 613A                     | 安泰（西）               | 杏花邨                   |
| 城巴、九巴               | 619                      | 順利                     | 中環（港澳碼頭）         |
| 城巴、九巴               | 619P                     | 順利                     | 中環（港澳碼頭）         |
| 城巴、九巴               | 641                      | 啟業                     | 中環（港澳碼頭）         |
| 城巴、九巴               | 671                      | 鑽石山站                 | 鴨脷洲（利樂街）         |
| 九巴                     | 673                      | 上水                     | 中環（香港站）           |
| 九巴                     | 673A                     | 上水                     | 中環（林士街）           |
| 九巴                     | 673P                     | 上水                     | 中環（林士街）           |
| 城巴、九巴               | 678                      | 上水                     | 銅鑼灣（東院道）         |
| 城巴、九巴               | 680                      | 利安                     | 金鐘（東）               |
| 城巴、九巴               | 680B                     | 富安花園                 | 金鐘（東）               |
| 城巴、九巴               | 680P                     | 烏溪沙站                 | 金鐘（東）               |
| 城巴、九巴               | 680X                     | 烏溪沙站                 | 中環（港澳碼頭）         |
| 城巴、九巴               | 681                      | 馬鞍山市中心             | 中環（香港站）           |
| 城巴、九巴               | 681P                     | 耀安                     | 上環                     |
| 城巴                     | 682                      | 烏溪沙站                 | 柴灣（東）               |
| 城巴                     | 682A                     | 馬鞍山市中心             | 柴灣（東）               |
| 城巴                     | 682B                     | 沙田（水泉澳邨）         | 柴灣（東）               |
| 城巴                     | 682P                     | 烏溪沙站                 | 柴灣（東）               |
| 城巴、九巴               | 690                      | 康盛花園                 | 中環（交易廣場）         |
| 城巴、九巴               | 690P                     | 康盛花園                 | 中環（交易廣場）         |
| 城巴                     | 694                      | 調景嶺站                 | 小西灣邨                 |

- 694 ↔ 9、14
  - 由本線於上車後兩小時內轉乘9、14，或由9、14轉乘本線，次程可獲$1.5優惠。

- 77、99 → 694
  - 由上述路線往筲箕灣方向於上車後90分鐘內轉乘本線往柴灣／小西灣方向，次程可獲 $2.4優惠。
  - 於耀興道至太安街區間乘搭上述路線往南區方向轉乘本線往柴灣／小西灣方向，次程可獲$3優惠。
  - 乘搭往南區方向的77／99於太安街或以前下車之乘客，需在首程上下車時各拍八達通卡一次。

- 694 ↔ 8X
  - 由本線於上車後2小時內轉乘8X往藍灣半島，次程免費；由8X（藍灣半島開出）轉乘本線往調景嶺站，可獲回贈首程車費。

- 694 ↔ 82、85
  - 由本線往小西灣方向於上車後90分鐘內轉乘上述路線往北角／寶馬山方向，或由上述路線往小西灣方向於上車後90分鐘內轉乘本線往調景嶺方向，次程可獲$1.5優惠。

- 694 ↔ 792M、796S
  - 由本線於上車後兩小時內轉乘上述路線，或由上述路線轉乘本線，次程可獲$3.5優惠。

- 694 ↔ 2、2X、720
  - 由本線於上車後兩小時內轉乘上述路線，或由上述路線轉乘本線，次程可獲$1.5優惠。

- 694 ↔ 2、2X、720
  - 由本線於上車後兩小時內轉乘上述路線，或由上述路線轉乘本線，次程可獲$1.5優惠。

- 694 ↔ A29
  - 由本線於上車後1.5小時內轉乘上述路線(機場方向)，次程可獲$13.40優惠；或由上述路線(將軍澳方向)於青嶼幹線繳費廣場或之前登車，轉乘本線(將軍澳方向)，次程免費。

## 使用車輛
現時用車以Enviro500／MMC 12米（5518-5839/51XXX）、Enviro500 MMC 12.8米（6100-6209/61XXX）及富豪B9TL 12米（5200-5224）雙層空調巴士為主。
開辦初期採用都普車身的丹尼士三叉戟三型（30XX）行走，當富豪超級奧林比安投入服務後，本線亦隨即改用，亦為首條採用「新里程新巴」Neoplan Centroliner 12米（60XX）行走的將軍澳區路線，但因該款巴士曾在東區海底隧道內發生事故，電腦系統把車輛鎖死，令巴士無法即時被拖走，結果該款巴士全面撤離將軍澳區，新巴自此便長時間禁止該車型行走過海路線。期後，新巴把富豪超級奧林比安（50XX/51xx）巴士主力服務將軍澳地區，該款巴士迅速成為本路線主力。到2007至2008年左右，新巴突大量派出當時車齡開始老邁之二手富豪奧林比安 11/12米（VA）及二手利蘭奧林比安 11/12米（LA）前來本路線，聯同富豪超級奧林比安成為本路線主力，同時間中加入丹尼士三叉戟三型10.3/10.6/11.3/12米（10XX/11XX/12XX/14XX/16XX/30XX/33XX/36XX）雙層空調巴士及丹尼士飛鏢型單層低地台空調巴士服務本線，情況持續近七年之久。
由於港鐵將軍澳綫通車令大部份巴士線客量下跌，巴士公司減少投放資源在將軍澳巴士線，而新巴又出現車隊過剩的情況下，多年來行走本路線的車隊沒有大變化，直至新巴將軍澳車廠永久新址於2013年2月1日起啟用，由於新廠設有AdBlue設備，由2013年3月起，新巴才開始派出配置歐盟四型／五型引擎的亞歷山大丹尼士Enviro 500（5500-5582）加入本路線行走，進一步加強本線的服務。
2015年底政府實施市區專營巴士低排放區政策，令不途經低排放區的本路線曾一度被大量改派年時較高的丹尼士三叉戟三型12米雙層空調巴士 (已全數退役)。
此外，過往曾作為本線主力單層巴士現在只於非公眾假期之星期六日間在本線服務，當日日間會有一輛單層巴士行走本線。
2016年12月起，新出牌的Enviro400 Euro V（38XX）獲安排行走此路線，更一度成此路線主力；但隨著舊款短陣丹尼士三叉戟10.6米／10.3米（16XX／33XX／3601）陸續退役／轉售城巴非專利部／改裝為訓練巴士，這些兩軸雙層巴士要調回港島，替代舊款短陣巴士退役／轉售／改裝為訓練巴士後之空檔，便相繼被調離此路線。
2019年4月，本線獲准使用12.8米巴士行走。間中有volvoB8L（5230-5236）行走。
另外，本路線每日均有2X、8及798號線之柯打車行走，晚上會有798號線之車輛轉行本線以方便收車回創富道車廠。
然而，本路線於城巴與新巴專營權合併改由城巴營運後初期用車並未有大改變。

## 行車路線
調景嶺站開經：景嶺路、唐明街、唐俊街、寶邑路、昭信路、銀澳路、培成路、常寧路、寶寧路、寶琳北路、寶康路、將軍澳隧道公路、將軍澳隧道、將軍澳道、啟田道、鯉魚門道、東區海底隧道、東區走廊、太安街、筲箕灣道、柴灣道及小西灣道。
小西灣邨開經：小西灣道、柴灣道、環翠道、柴灣道、筲箕灣道、太康街、東區走廊、東區海底隧道、鯉魚門道、將軍澳道、將軍澳隧道、將軍澳隧道公路、寶順路、寶康路、寶琳北路、寶寧路、常寧路、培成路、銀澳路、昭信路、寶邑路、唐俊街、唐明街、寶順路、翠嶺路及景嶺路。

### 沿線車站
| 調景嶺站開 | 調景嶺站開             | 調景嶺站開             | 小西灣邨開 | 小西灣邨開             | 小西灣邨開             |
| 序號       | 車站名稱               | 位置                   | 序號       | 車站名稱               | 位置                   |
| ---------- | ---------------------- | ---------------------- | ---------- | ---------------------- | ---------------------- |
| 1          | 調景嶺站               | 調景嶺站公共交通交匯處 | 1          | 小西灣邨               | 小西灣邨巴士總站       |
| 2          | 健明邨                 | 景嶺路                 | 2          | 富城閣                 | 柴灣道                 |
| 3          | 唐明街公園             | 唐明街                 | 3          | 樂軒臺                 | 柴灣道                 |
| 4          | 佛教志蓮小學           | 唐俊街                 | 4          | 環翠商場               | 柴灣道                 |
| 5          | 將軍澳廣場             | 寶邑路                 | 5          | 環翠邨澤翠樓           | 環翠道                 |
| 6          | 新寶城                 | 銀澳路                 | 6          | 興華邨卓華樓           | 環翠道                 |
| 7          | 南豐廣場               | 培成路                 | 7          | 興華邨豐興樓           | 環翠道                 |
| 8          | 厚德邨                 | 寶寧路                 | 8          | 天主教海星堂           | 柴灣道                 |
| 9          | 景林邨                 | 寶琳北路               | 9          | 興民邨                 | 柴灣道                 |
| 10         | 欣明苑                 | 寶琳北路               | 10         | 山翠苑                 | 柴灣道                 |
| 11         | 英明苑                 | 寶琳北路               | 11         | 筲箕灣官立中學         | 柴灣道                 |
| 12         | 寶林邨寶仁樓           | 寶琳北路               | 12         | 阿公岩道               | 柴灣道                 |
| 13         | 富麗花園               | 寶康路                 | 13         | 南安里                 | 筲箕灣道               |
| 14         | 茵怡花園               | 寶康路                 | 14         | 新成街                 | 筲箕灣道               |
| 15         | 寶康公園               | 寶康路                 | 15         | 海晏街                 | 筲箕灣道               |
| 16         | 將軍澳隧道巴士轉乘站   | 將軍澳隧道             | 16         | 西灣河文娛中心         | 筲箕灣道               |
| 17         | 藍田分科診所           | 啟田道                 | 17         | 太康樓                 | 太康街                 |
| 18         | 啟田商場               | 啟田道                 | 18         | 東區海底隧道巴士轉乘站 | 東區海底隧道           |
| 19         | 聖公會基孝中學         | 啟田道                 | 19         | 藍田站                 | 鯉魚門道               |
| 20         | 東區海底隧道巴士轉乘站 | 東區海底隧道           | 20         | 觀塘警署               | 將軍澳道               |
| 21         | 西灣河站               | 太安街                 | 21         | 將軍澳隧道巴士轉乘站   | 將軍澳隧道             |
| 22         | 海晏街                 | 筲箕灣道               | 22         | 茵怡花園               | 寶康路                 |
| 23         | 愛秩序灣道             | 筲箕灣道               | 23         | 怡心園                 | 寶康路                 |
| 24         | 南安里                 | 筲箕灣道               | 24         | 寶林消防局             | 寶琳北路               |
| 25         | 阿公岩道               | 柴灣道                 | 25         | 英明苑                 | 寶琳北路               |
| 26         | 鯉魚門公園             | 柴灣道                 | 26         | 將軍澳賽馬會診所       | 寶琳北路               |
| 27         | 大潭道                 | 柴灣道                 | 27         | 景林邨                 | 寶琳北路               |
| 28         | 東區醫院               | 柴灣道                 | 28         | 厚德邨                 | 寶寧路                 |
| 29         | 高威閣                 | 柴灣道                 | 29         | 重華路                 | 重華路                 |
| 30         | 康民街                 | 柴灣道                 | 30         | 煜明苑                 | 銀澳路                 |
| 31         | 怡泰街                 | 柴灣道                 | 31         | 寶盈花園               | 寶邑路                 |
| 32         | 漁灣邨                 | 柴灣道                 | 32         | 唐明街公園             | 唐明街                 |
| 33         | 常安街                 | 柴灣道                 | 33         | 調景嶺站               | 調景嶺站公共交通交匯處 |
| 34         | 富欣花園               | 小西灣道               |            |                        |                        |
| 35         | 小西灣邨               | 小西灣邨巴士總站       |            |                        |                        |

### 路線備註
本線由調景嶺開出，途經將軍澳、坑口、寶琳及藍田後，直達港島東（西灣河至小西灣邨），並經由藍田往西灣河，車程只需約8分鐘。(由調景嶺開出至小西灣邨，車程需約90分鐘。)

## 客量
自從新巴取得港島區巴士專營權後，便開辦本線由香港東區來往將軍澳的東區海底隧道巴士路線，可是港鐵將軍澳綫通車後因流失大量乘客而改為不經北角，直達西灣河及筲箕灣，而此線在將軍澳的定線備受詬病，定線不經坑口但迂迴曲折（來回程兩度途經寶順路），客量因此長期偏低。
2012年9月1日新界區專線小巴18線正式停辦、692線於2013年11月30日取消後，本線才加停坑口，擴展服務範圍至將軍澳大部分地區，與798線看齊。雖曾被當局建議縮短服務時間，惟此線提供西灣河特快過海服務得到一定支持，才得以維持服務至今。
由於本線往將軍澳方向在筲箕灣開始提供分段收費（$12.7），較港鐵正價車資便宜，亦可免卻鰂魚涌站長距離轉車及將軍澳綫過海段經常迫沙甸之苦，加上車程較便捷，成功吸引不少鐵路乘客回流，下午繁忙時間巴士駛至西灣河太康樓時經常頂閘。不過「一線走天涯」的做法則令本線於調景嶺至坑口段的客量較低，客源主要集中在寶林、藍田及觀塘一帶。自從將軍澳隧道轉車站啟用後，包括日出康城在內的將軍澳南居民可轉乘其他更快捷的新巴路線，免受區內繞路之苦，令搭畢全程的乘客大幅減少。
692線取消僅15天後（2013年12月16日），港鐵將軍澳綫油塘站便發生嚴重電力故障，導致全綫停駛。事後有西貢區議員提議復辦692線或加強本線服務（例如恢復途經太古至北角一段的英皇道，或開辦新線）輔助港鐵。惟新巴以已提供694線和2X線及720線的轉乘優惠（於西灣河站巴士站轉乘）為由拒絕提議。由於本線為坑口及將軍澳南一帶的唯一過海巴士線，每當遇到港鐵停駛或故障（如2019年10月5日和6日，加上適逢重陽節前有額外需求前往歌連臣角掃墓），客量便隨之暴增。

## 外部連結
城巴
- 過海隧道巴士694線路線圖 （页面存档备份，存于）
- 過海隧道巴士694線詳細時間表 （页面存档备份，存于）
- i-busnet：過海隧巴694線資料 （页面存档备份，存于）
- 681巴士總站：過海隧道巴士694線資料 （页面存档备份，存于）